# ウインズ銀座
ウインズ銀座（ウインズぎんざ）は、東京都中央区銀座にある日本中央競馬会 (JRA) の場外勝馬投票券発売所 (WINS) である。

## 施設概要
JRA直営の場外馬券発売所としては日本最古。
地上6階・地下1階の建物で、1階には払戻窓口と総合インフォメーションと売店、1階を除く各階に発売・払戻窓口と自動販売機が置かれている。4階には観戦用大型モニターが設置されている。
1990年の移転時に建設された建物の設計は建築家黒川紀章である。

## 交通
- 東京地下鉄各線銀座駅下車。
- 東京メトロ有楽町線銀座一丁目駅下車。
- 東京メトロ日比谷線・都営地下鉄浅草線東銀座駅下車。
  - いずれの駅からも徒歩3分ほど。
- 有楽町駅からは東に徒歩8分ほど。

## 発売・払戻時間
- 発売

原則として9時から発売。前日発売は17時まで。
- 払戻

開催日は9時から17時まで、非開催日は月曜と火曜の10時から16時まで。
年末年始、祝日、振替休日は休業日となる。

## 発売レース
各階は全レース100円単位で発売。